# 信都县 (广西省)
信都县，中国旧县名。
1912年，改信都厅置，治所在官潭墟（今广西壮族自治区贺州市南信都镇）。1949年11月间，中国人民解放军第四野战军攻占信都县。同年，建平乐专区，信都县隶之。1952年撤消信都县，并入贺县。